# David Abenatar Melo
David Abenatar Melo foi um poeta nascido em Portugal que no século XVI escreveu em castelhano uma tradução dos Salmos.